# Si minore

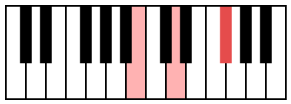
L'accordo di si minore (triade) è composto da Si - Re - Fa♯.

La tonalità di Si minore (B minor, h-Moll) è incentrata sulla nota tonica Si. Può essere abbreviata in Sim oppure in Bm secondo il sistema anglosassone (in via eccezionale, all'inglese B minor non corrisponde la dicitura tedesca che è h-Moll).                                          
La scala minore naturale del si  è:
Si, Do♯, Re, Mi, Fa♯, Sol, La, Si.
L'armatura di chiave è la seguente (2 diesis):
```

Alterazioni
 (da sinistra a destra):
fa♯, do♯.
```

La rappresentazione coincide con quella della tonalità relativa Re maggiore.